# 이병철 (1965년)
이병철(1965년 7월 25일 ~ )은 대한민국의 가수이다.

## 학력
- 동경커뮤니케이션아트전문학교 실용음악과

## 경력
- 1993년 : 일본그룹 '덴또지' 멤버
- 2007년 : 그룹 '쓰리쓰리' 리드싱어
- 2022년 : 그룹 '원 플러스 원' 멤버

## 연기 활동

### M/V
- 2014년 소명 - 안녕들 하십니까

## 음반
- 2010년 1집 - Money
- 2010년 2집 - 미스터 리
- 2012년 보고싶다 내사랑
- 2012년 오빤 강북스타일
- 2014년 매화
- 2015년 사랑의 빈가슴

## 홍보대사
- 2011년 동두천시 홍보대사
- 2012년 음성청결고추 홍보대사

## 수상
- 2010년 제18회 대한민국문화연예대상 성인가요부문 신인상